# 전장의 발큐리아
《전장의 발큐리아》(일본어: 戦場のヴァルキュリア)는 세가에서 출시한 일련의 전략 롤플레잉 비디오 게임 시리즈이다. 노나카 류타로와 타나카 슌타로를 주축으로 게임을 제작했고 2008년 플레이스테이션 3 기종의 《전장의 발큐리아》가 출시되었다.
비디오 게임 시리즈의 경우 본편 네 작품 및 외전들로 구성돼 있으며, 그외 아니메와 만화로도 제작됐다.

## 게임
| 2008 | 전장의 발큐리아      |
| 2009 |                      |
| 2010 | 전장의 발큐리아 2    |
| 2011 | 전장의 발큐리아 3    |
| 2012 | 전장의 발큐리아 듀얼 |
| 2013 |                      |
| 2014 |                      |
| 2015 |                      |
| 2016 |                      |
| 2017 | 푸른 혁명의 발큐리아 |
| 2018 | 전장의 발큐리아 4    |

### 본편

#### 전장의 발큐리아
시리즈 첫 번째 게임 《전장의 발큐리아》는 본래 2008년 플레이스테이션 3로 처음 출시됐다. 이후 마이크로소프트 윈도우, 닌텐도 스위치, 플레이스테이션 4로 이식됐다.
게임의 무대는 제2차 세계대전 당시의 유럽 사회에 기반한 가상의 대륙 '유로파'이다.

## 반응
| 게임                 | 메타크리틱                                         |
| -------------------- | -------------------------------------------------- |
| 전장의 발큐리아      | (NS) 84/100 (PC) 85/100 (PS3) 86/100 (PS4) 84/100  |
| 전장의 발큐리아 2    | (PSP) 83/100                                       |
| 전장의 발큐리아 3    | —                                                  |
| 푸른 혁명의 발큐리아 | (PS4) 54/100 (XONE) 56/100                         |
| 전장의 발큐리아 4    | (NS) 82/100 (PC) 83/100 (PS4) 85/100 (XONE) 81/100 |